# Mura di Brindisi

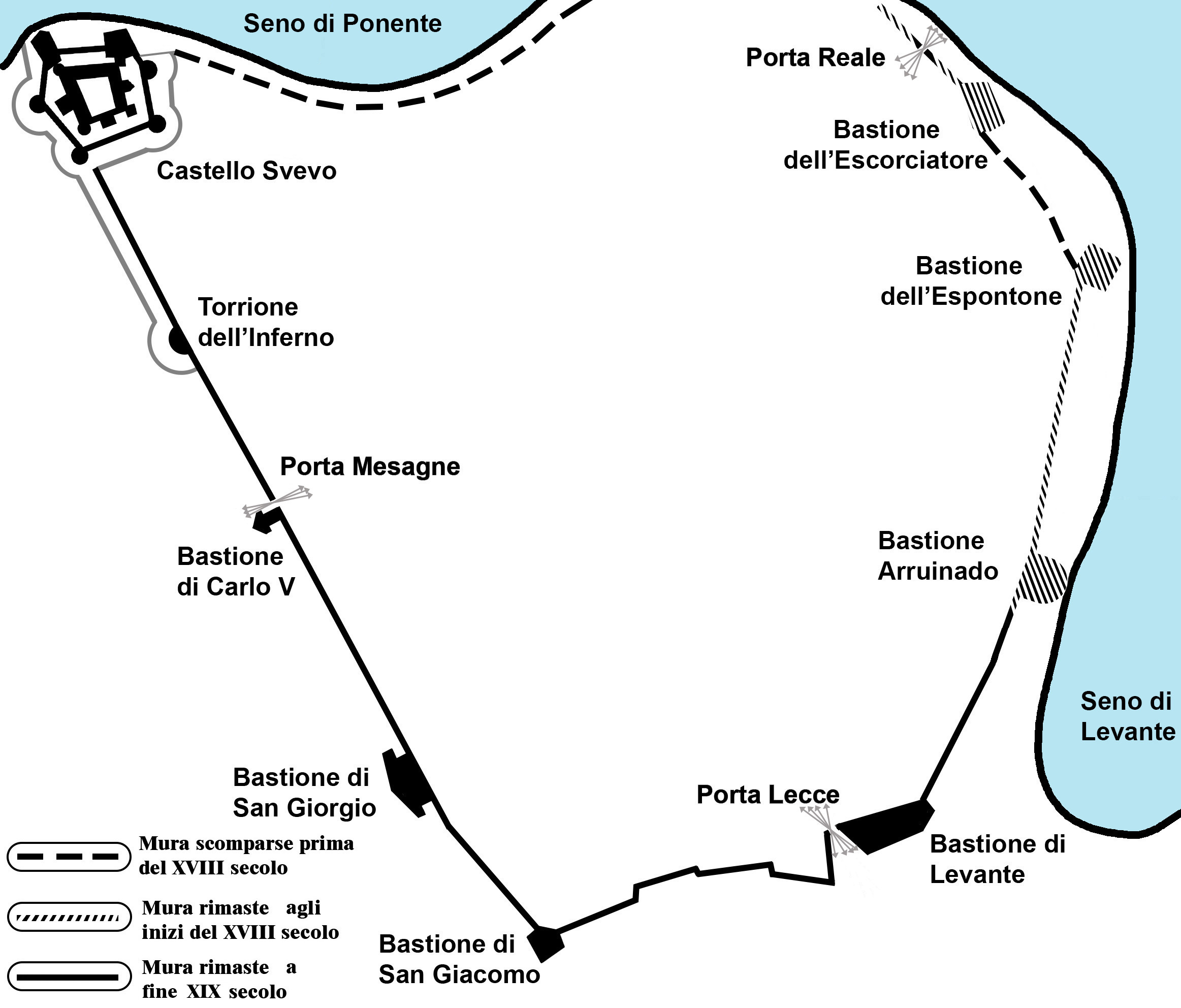
Pianta delle mura di Brindisi

Le mura di Brindisi sono una cinta muraria che circondava la città marinara di Brindisi.

## Storia

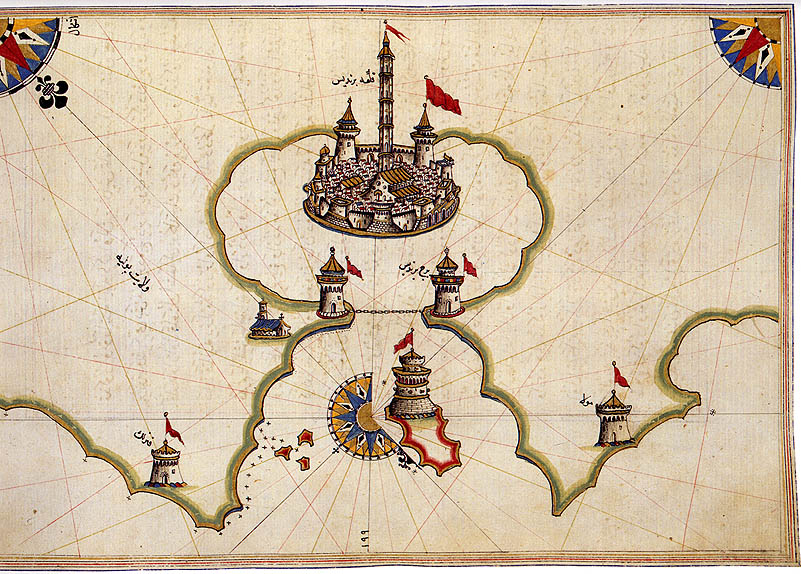
Disegno del XVI secolo in cui si notano le due torri e la catena angioina

Una prima cinta muraria venne costruita dai messapi, riconducibile con i resti presenti nella zona tra corte Capozziello e via Camassa. Questa cinta racchiudeva il centro urbano, che allora si affacciava sul seno di Ponente. Sotto i Romani e i Bizantini queste strutture vennero rinforzate, come riconducibile dalle differenti dimensioni dei conci e dalle tecniche di costruzione. Oggi rimane ben poco di queste mura. Le mura romane-bizantine vennero distrutte dai Longobardi e, in seguito, i Normanni realizzarono la cinta raffigurata sulla lastra d’argento del XIII secolo del reliquiario di San Teodoro. Sotto Federico II di Svevia delle nuove mura andarono a inglobare la città, che si era estesa verso il seno di Levante. Questo progetto, rimasto incompiuto, andò a costruire anche il castello di terra, il bastione di San Giacomo e un ingresso trionfale in Porta Mesagne. Sotto gli Angioini vennero costruite le due torri ai lati del canale Pigonati, con una catena in mezzo per impedire eventualmente l’ingresso dal mare. Il timore di un’invasione turca, incrementato dall’invasione di Otranto, spinse gli Aragonesi alla costruzione di nuove fortificazioni tra il XV e il XVI secolo. Oltre ad espandere il Castello svevo e a costruire il Castello alfonsino, allargarono il perimetro del sistema difensivo con nuove mura. Con la diffusione dell’artiglieria moderna, l’imperatore Carlo V d'Asburgo mandò a ristrutturare le mura di Brindisi Ferdinando di Alarcon, sotto il quale furono costruiti i bastioni di San Giorgio, di San Giacomo, i fortilizi e le cortine di Porta Lecce. Il nuovo sistema difensivo rese Brindisi difficile da espugnare, al punto che i turchi rinunciarono a invaderla nel 1537. Nel XVIII secolo le mura e le porte non venivano utilizzate più per la difesa: le porte erano utilizzate per la riscossione dei tributi sulle merci. Nel 1776 Andrea Pigonati fece demolire diverse parti delle mura in un progetto per riqualificare il porto. Oggi rimane ben poco delle mura, soffocate dalle costruzioni odierne. 

## Elementi

### Torrione dell’Inferno

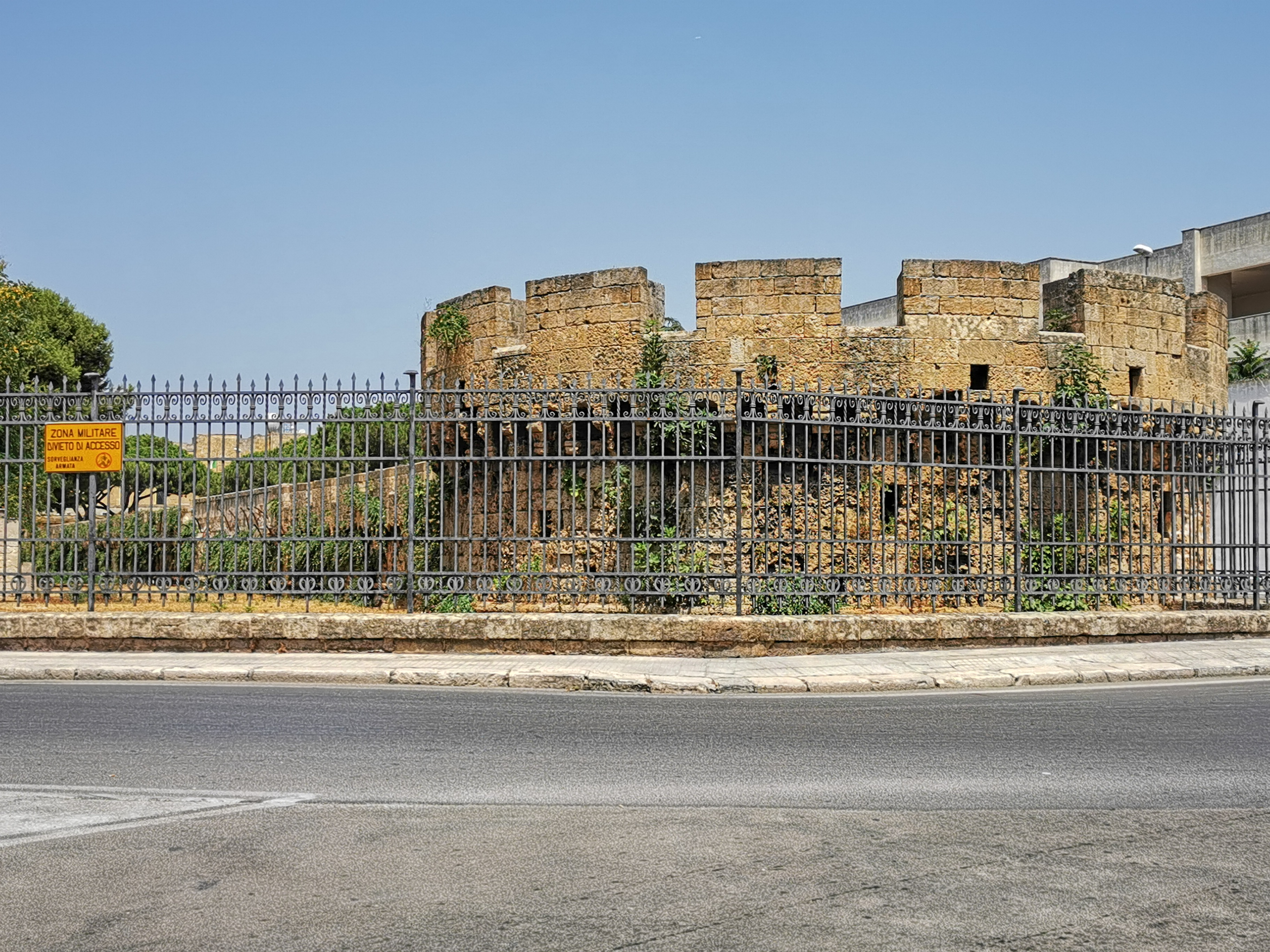
Torrione dell'Inferno

Costruito nel 1484, è un torrione di forma circolare collegato al castello svevo attraverso una cortina un tempo merlata, che ci è giunta quasi integra. Il suo nome è dovuto probabilmente alla presenza di 40 bocche da fuoco che gli conferivano un’aria alquanto minacciosa. Nel 2019 sono stati ripuliti il torrione e le mura dall'ammasso di piante che li coprivano.

### Porta Mesagne
Chiamata anche Porta Napoli, è la porta più antica della città. Voluta da Federico II, insieme al castello svevo e ad un nuovo sistema di difesa, fu completata nel 1243. 

### Bastione Carlo V

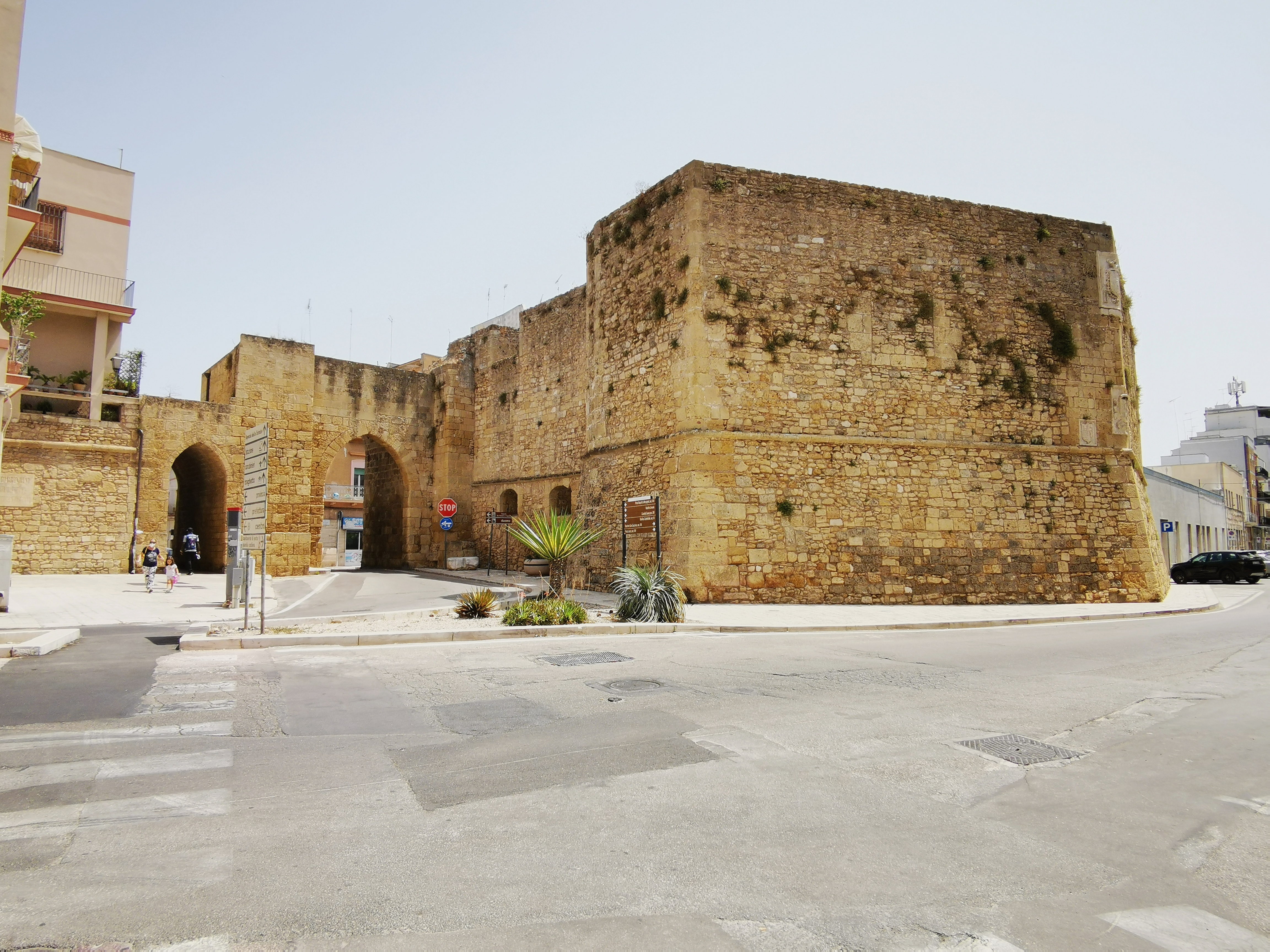
Bastione Carlo V con Porta Mesagne

La costruzione del bastione adiacente a Porta Mesagne venne iniziata da Ferdinando d’Aragona e fu completata nel 1551 da Giovanni Battista Loffredo, come riportato dall’iscrizione posta allo spigolo di sud-ovest. Nell’intervento operato da Loffredo il complesso fu sopraelevato con l’aggiunta della piazza bassa e furono murate le cannoniere sulla parte alta. Oggi il bastione si presenta di forma pentagonale con tre cannoniere in corrispondenza dei fianchi non scarpati. Sullo spigolo di sud-ovest si distinguono gli stemmi di Carlo V, del viceré di Napoli Don Pietro di Toledo e, inferiormente, le due insegne di Giovanni Battista Loffredo. Come nel bastione di San Giacomo, gli interni sono coperti da volte a botte.

### Bastione di San Giorgio

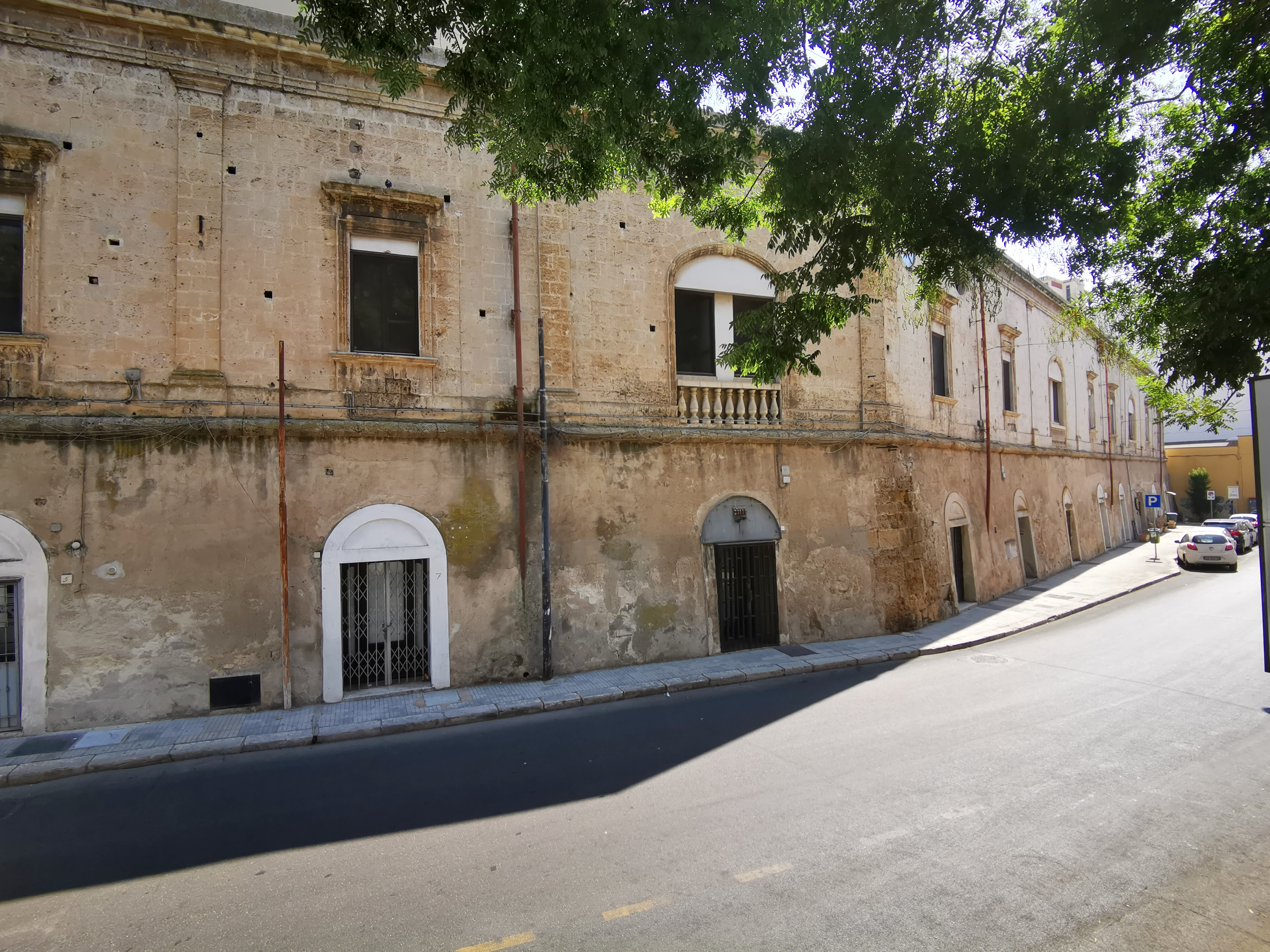
Resti del bastione di San Giorgio inglobato tra le case.

Il bastione di San Giorgio aveva una forma pentagonale e venne realizzato nel XVI secolo da Ferdinando de Alarcone. Sorgeva a metà tra Porta Mesagne e il bastione di San Giacomo e finì inglobato tra le case nel 1865 con la realizzazione dell’attuale piazza Francesco Crispi.

### Bastione di San Giacomo

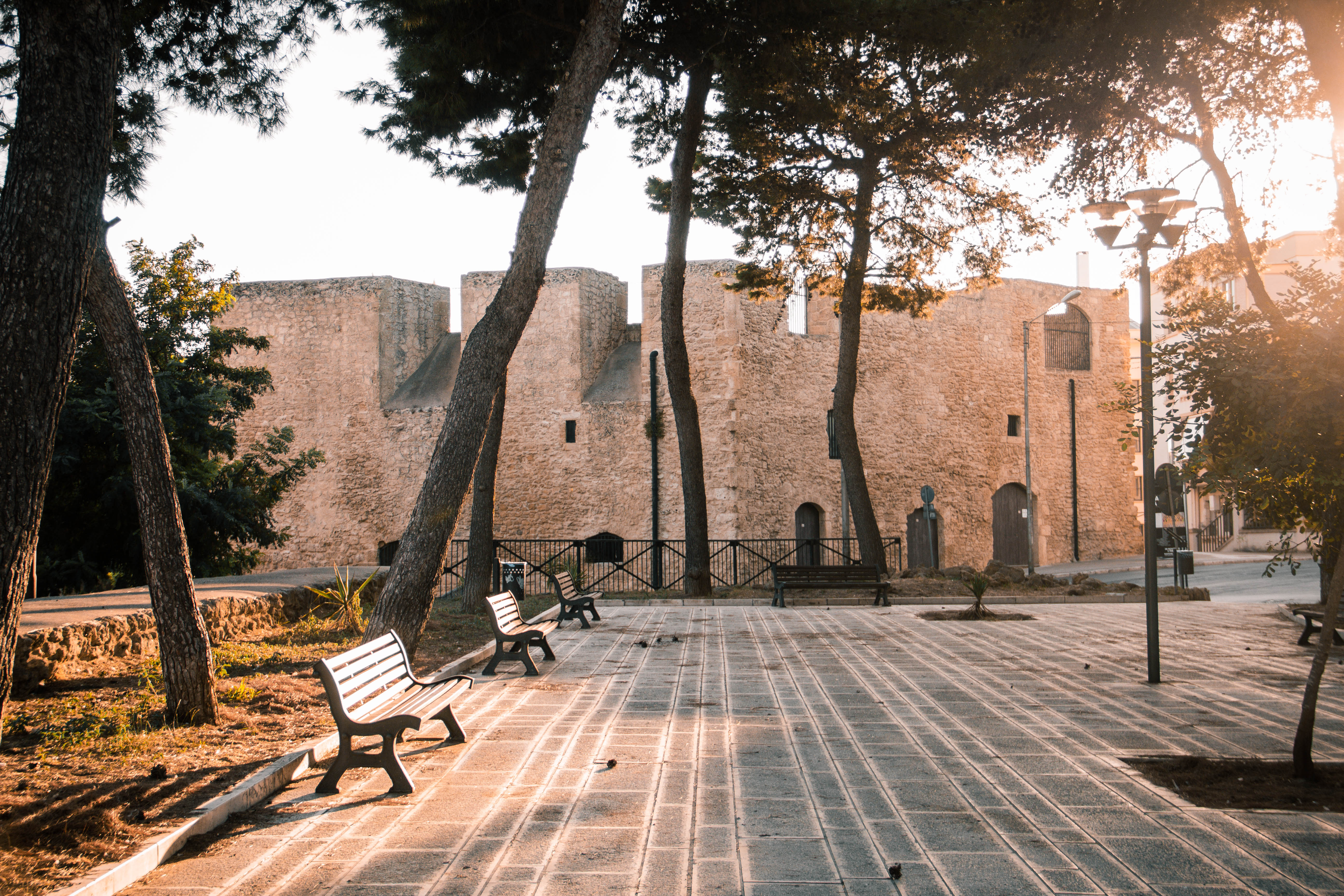
Bastione di San Giacomo visto da nord-ovest

Il bastione di San Giacomo venne costruito dagli svevi durante le opere di fortificazione richieste da Federico II. Nel XVI fu radicalmente ristrutturato dagli aragonesi per renderlo idoneo all’artiglieria, assumendo l’attuale forma pentagonale, con parapetti, camminamenti di ronda, merlature e spioncini obliqui con veduta nella parte sottostante. Il bastione si erge su due quote differenti, congiungendo la collinetta di Levante e il piano esterno, con cinque prospetti ognuno di altezza diversa dall’altro. Sulla facciata sud-ovest si notano gli stemmi di Carlo V e di Ferdinando de Alarcon. Al piano terra l’ambiente si divide in tre stanze, come anche nel piano superiore, e sul lato nord si aprono i tre ingressi per questi due piani e ad una rampa di scale con cui si scende a quello inferiore. Una scala interna conduce al piano esterno, chiuso da uno spesso muro con merloni, mentre il lato verso la città è chiuso da una semplice merlatura. Nel 2010 sono stati restaurati gli interni del bastione, di proprietà comunale, che viene usato per ospitare mostre e conferenze.

### Porta Lecce

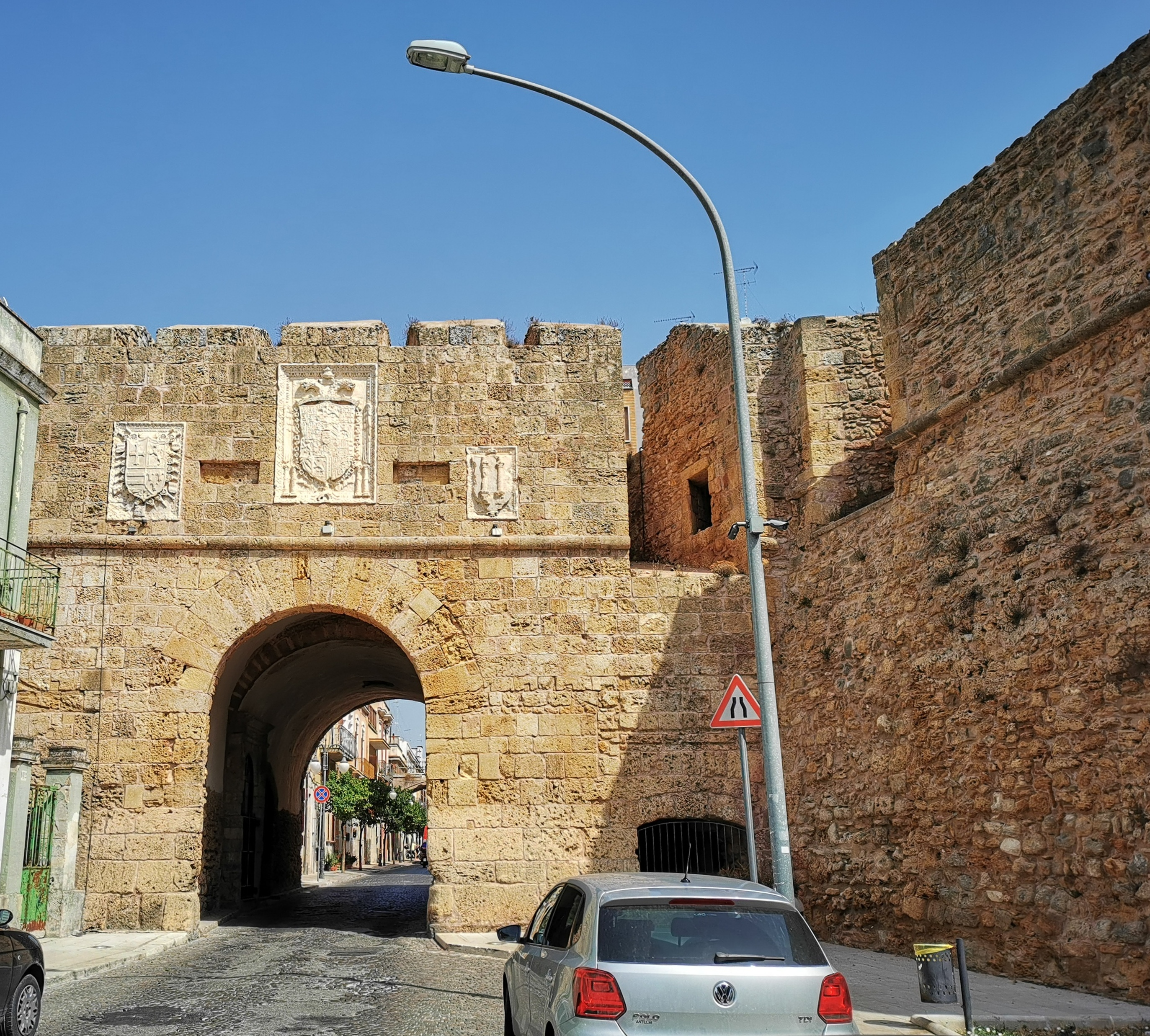
Porta Lecce

Porta Lecce costituisce il secondo punto di accesso alla città e fu voluta da Ferdinando d’Aragona. È stata completata nel 1464 per poi essere potenziata nel 1530 da Carlo V e su di essa si trovano tre stemmi: al centro vi è lo stemma di Ferdinando Alarcone, a destra vi è l’emblema della città di Brindisi e a sinistra quello dell’Imperatore Carlo V. L'ingresso era difeso su entrambi i lati dalle mura che avanzavano rispetto alla Porta, permettendo una maggiore efficacia. A entrambi i lati dello stretto sorgono locali in passato utilizzati per esigenze militari e che oggi vengono utilizzati per eventi e mostre. 

### Catena Angioina

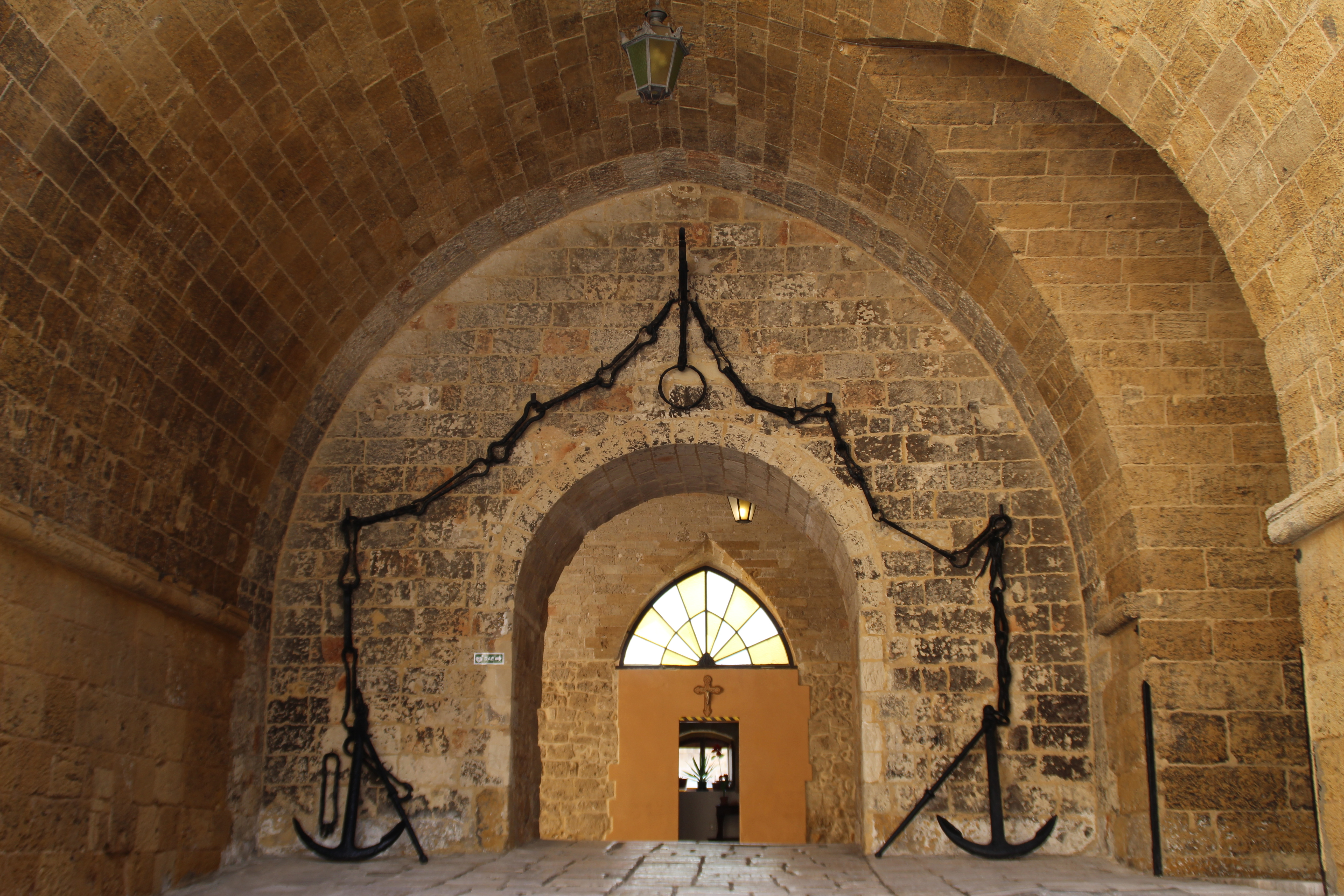
Catena Angioina nel castello svevo

Nel 1301, sotto Carlo II d’Angiò, vennero costruite due torri ai lati del canale, di cui quella di Ponente era più grande. Erano collegate da una catena che, con un sistema di ingranaggi, veniva tesa per chiudere l’accesso dal porto o, al contrario, veniva lasciata sommersa. Tale sistema era usato all’epoca per chiudere anche altri porti, come quello di Trani. Si ritiene che nel 1776 Andrea Pigonati, in occasione dei lavori al porto, le abbia fatte demolire, ma dalla veduta del porto dipinta da Jakob Philipp Hackert nel 1788 si vede una torre ancora in uso come dogana e dell'altra si vedono i resti. Fortunatamente è stata conservata la catena nel tempio di San Giovanni al Sepolcro, per poi passare nel corridoio di accesso alla corte del Castello Svevo, dov’è custodita oggi. 

### Altro
Sul lungomare, presso l’attuale piazza Dionisi, era situata Porta Reale, che i cronisti ritengono demolita nel 1776 da Andrea Pigonati. Non è sicuro, tuttavia, visto che il molo di fronte ad essa era ancora presente nel dipinto di Hackert. In una mappa del 1739, opera di Amat Poulain, andando da Porta Lecce a Porta Reale si notano altri tre bastioni, chiamati rispettivamente Bastione Arruinado (che in spagnolo significa “rovinato”), Bastione dell’Espontone (dello “spuntone”) e Bastione dell’Escorciatore (che in catalano vuol dire “macellaio”).